# Victor Emanuel Anderson
Victor Emanuel Anderson, né le 30 mars 1902 et mort le 15 août 1962, est un homme politique républicain américain. Il est le 28e gouverneur du Nebraska entre 1955 et 1958.

## Sources
- (en) Cet article est partiellement ou en totalité issu de l’article de Wikipédia en anglais intitulé « Victor Emanuel Anderson » (voir la liste des auteurs).